# Франклін Тауншип (округ Адамс, Пенсільванія)
Франклін Тауншип (англ. Franklin Township) — селище (англ. township) в США, в окрузі Адамс штату Пенсільванія. Населення — 4676 осіб (2020).

## Демографія
Згідно з переписом 2010 року, у селищі мешкало 4877 осіб у 1821 домогосподарстві у складі 1325 родин. Було 2055 помешкань
Расовий склад населення:
| - 95,1 % — білих - 1,5 % — чорних або афроамериканців - 0,3 % — азіатів - 0,1 % — вихідців з тихоокеанських островів - 0,1 % — корінних американців - 2,1 % — осіб інших рас |

До двох чи більше рас належало 0,8 %. Частка іспаномовних становила 6,0 % від усіх жителів.
За віковим діапазоном населення розподілялося таким чином: 20,2 % — особи молодші 18 років, 63,4 % — особи у віці 18—64 років, 16,4 % — особи у віці 65 років та старші. Медіана віку мешканця становила 45,2 року. На 100 осіб жіночої статі у селищі припадало 98,0 чоловіків;  на 100 жінок у віці від 18 років та старших — 96,5 чоловіків також старших 18 років.
Середній дохід на одне домашнє господарство  становив 75 868 доларів США (медіана — 61 088), а середній дохід на одну сім'ю — 93 725 доларів (медіана — 79 832). Медіана доходів становила 51 442 долари для чоловіків та 46 438 доларів для жінок. За межею бідності перебувало 9,2 % осіб, у тому числі 11,5 % дітей у віці до 18 років та 10,6 % осіб у віці 65 років та старших.
Цивільне працевлаштоване населення становило 2407 осіб. Основні галузі зайнятості: освіта, охорона здоров'я та соціальна допомога — 17,5 %, виробництво — 17,2 %, сільське господарство, лісництво, риболовля — 8,8 %, фінанси, страхування та нерухомість — 8,5 %.